# Luftens vagabond
Luftens vagabond är en svensk dramafilm från 1933 i regi av Weyler Hildebrand.

## Handling
Uppe i Lappland är en skara fjällvandrande ungdomar ute på fjället. Ledaren för gruppen den vackra Gull Werner beger sig iväg på en egen liten upptäcktsfärd, där hon faller och skadar sig allvarligt. Några samer finner henne och kallar på flygambulansen, som kommer och landar på en intilliggande fjällsjö. Flygplanet flygs av de båda kumpanerna Gustav Falk och Gunnar Onell. Efter att Gull Werner tillfrisknar uppvaktar de båda kumpanerna henne. Efter krångliga turer blir det till slut den ena som får flickans hand.

## Om filmen
Luftens Vagabond premiärvisades på biograferna Astoria och Grand i Stockholm den 18 november 1933.
Albin Ahrenberg som spelade en av filmens två piloter var flygare på riktigt och hade 1933 bildat Aktiebolaget Aero Film i kompanjonskap med sina svågrar Nils och Olof Lilljeqvist, där den senare ägde den absoluta majoriteten. Filmen spelades också delvis in på släktegendomen Baldersnäs gård i Dalsland. Nils Lilljeqvist var också delaktig på filmens manuskript. Ingenjör Olof Lilljeqvist, som ofta assisterade Ahrenberg när det gällde flygfotografering, svarade för filmens av eniga kritiker lovordade flygbilder. Det är troligt att Ahrenberg själv satsade en del av inspelningsbudgeten. Aero Film förklarades i likvidation två år senare efter att ha producerat denna enda film, som blev ett stort publikbakslag.

## Rollista
- Albin Ahrenberg - Gustav Falk, flygkapten
- Aino Taube - Gull Werner
- Åke Ohberg - Gunnar Onell, flyglöjtnant
- Emmy Albiin - Gustav Falks mor
- Ragnar Widestedt - direktör Werner, Gulls far, flygplanskonstruktör
- Wictor Hagman - von Darr, kavallerilöjtnant

## Musik i filmen
- Gubben i månen, kompositör Kai Gullmar, text Gus Morris, instrumental.
- På ängen, kompositör Ernst Wesslander, instrumental.
- Sjungom studentens lyckliga dag, kompositör Prins Gustaf, text Herman Sätherberg
- Champagnegalop, kompositör Hans Christian Lumbye, instrumental.
- Jag är luftens vagabond, kompositör Sten Axelson, text Åke Söderblom, sång Åke Ohberg
- A Hupfata (Klarinettpolka), instrumental.
- Som'rens melodi er som poesi (Sommarens melodi är som poesi), kompositör Per Reidarson, instrumental.
- Die Hebriden oder Fingalshöhle (Hebriderna eller Fingalsgrottan), kompositör Felix Mendelssohn-Bartholdy, instrumental.
- Bröllopsmarsch (Wesslander), kompositör Ernst Wesslander, instrumental.